# Osobní vůz (železnice)

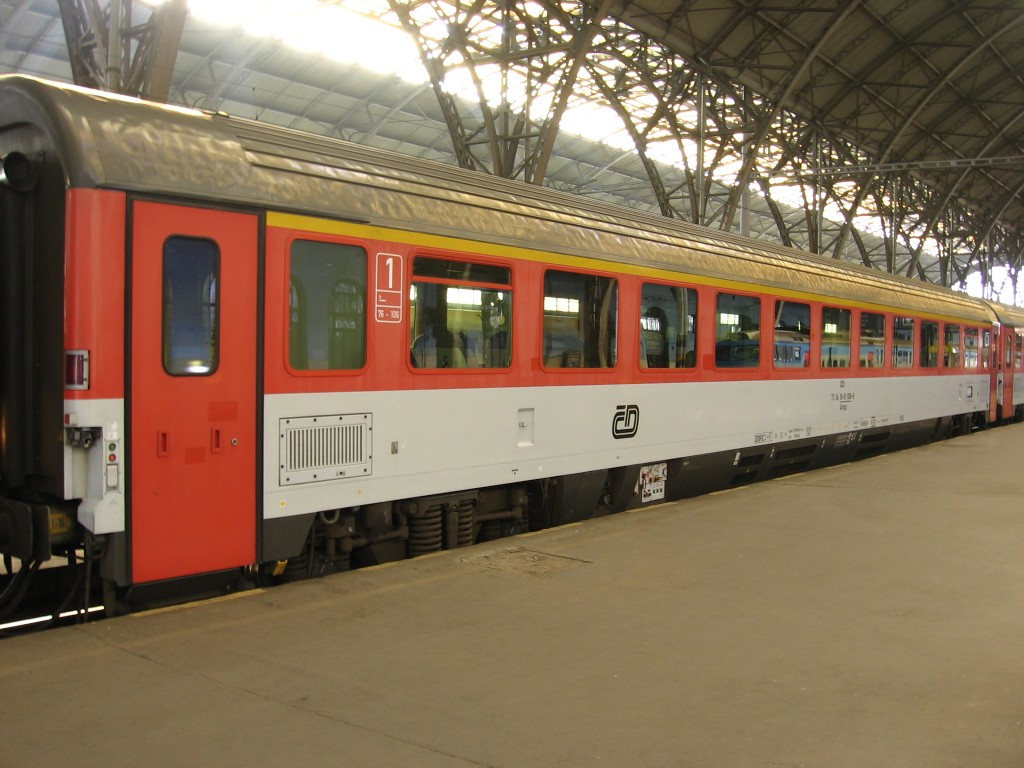
Vůz první třídy s podlahou v jedné úrovni (Ampz^{146})

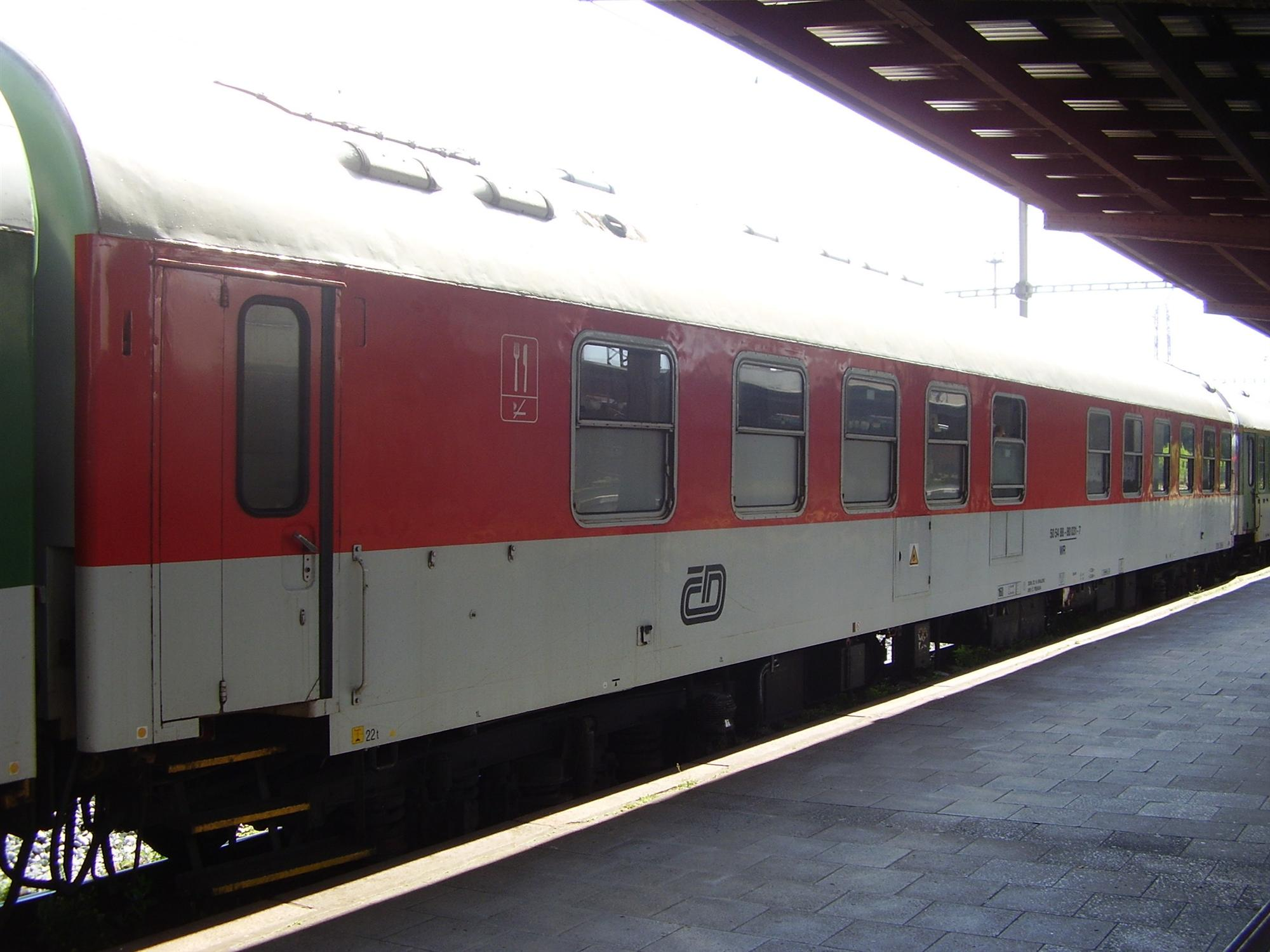
Jídelní vůz WR^{851}

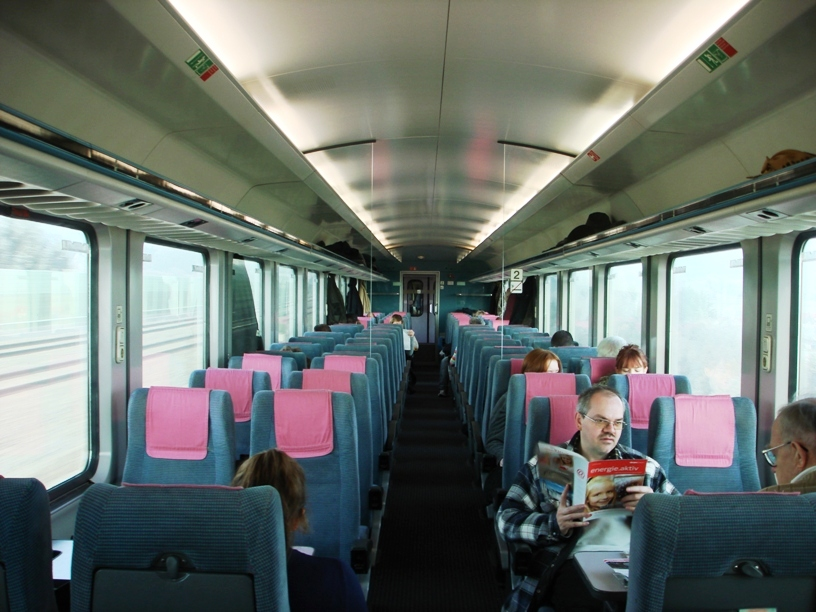
Interiér velkoprostorového vozu druhé třídy

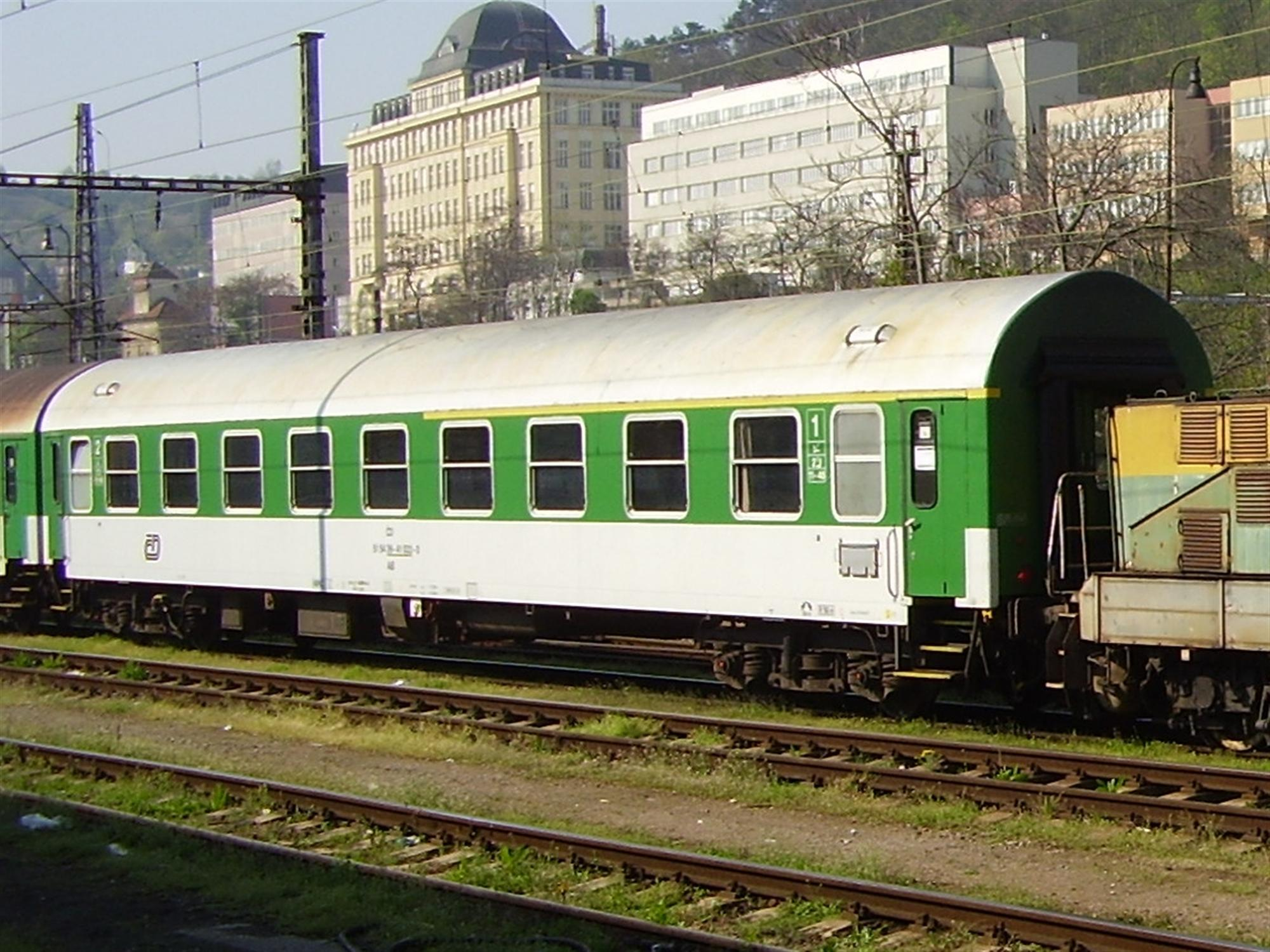
Vůz první a druhé třídy (AB^{349}) vyvinutý v 70. letech

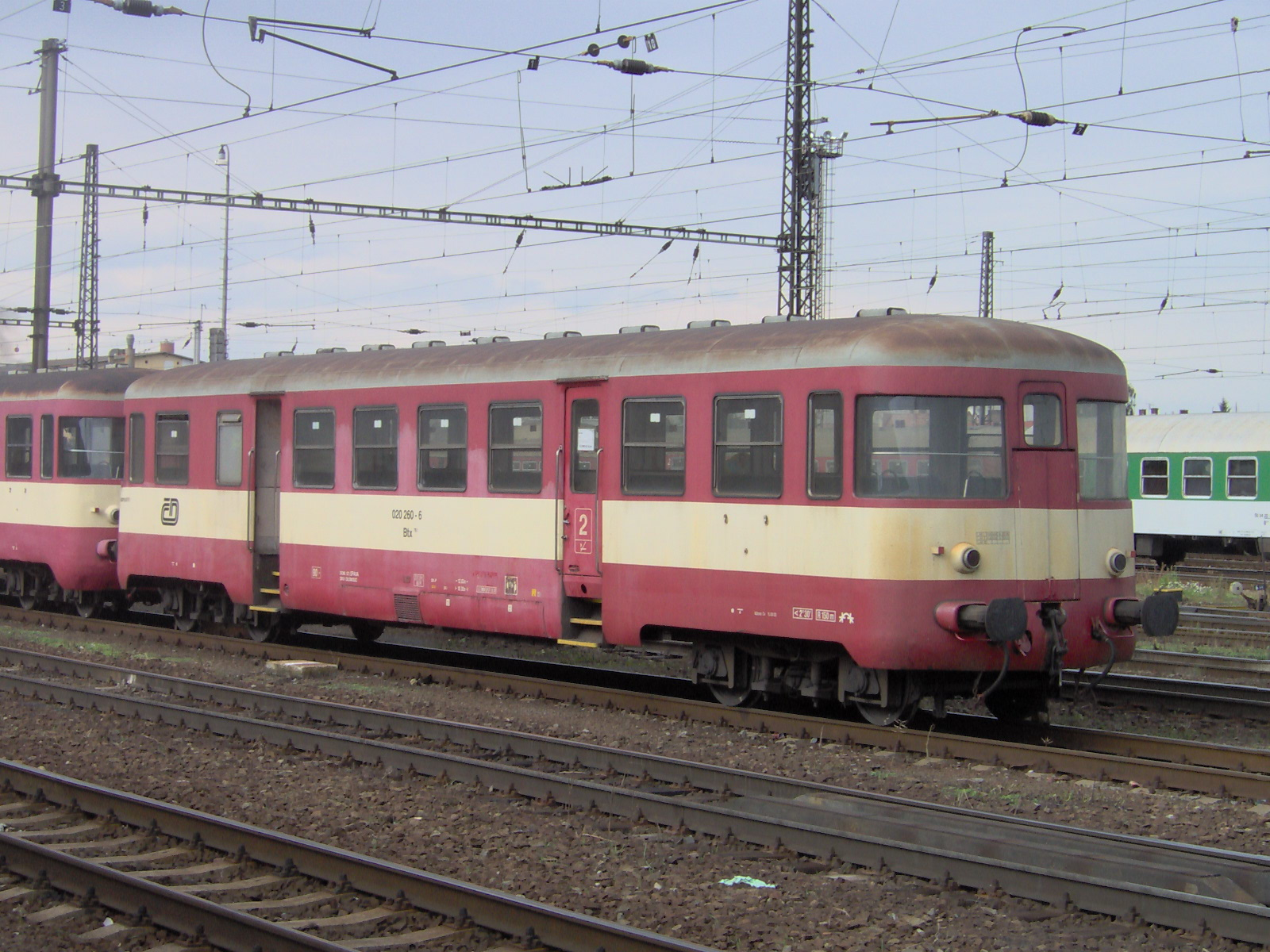
Podvozkový přípojný vůz lehké stavby (Btx^{761})

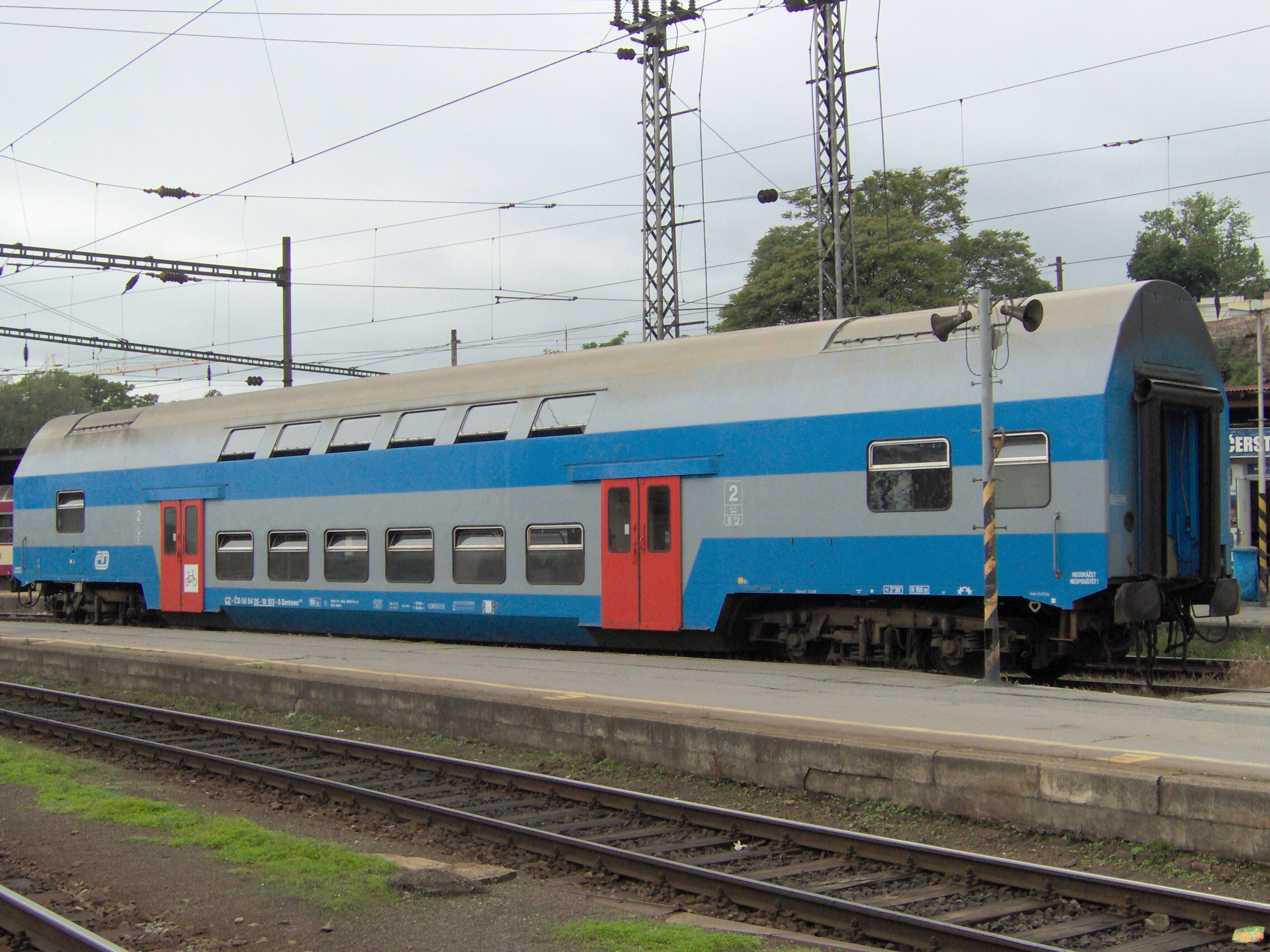
Dvoupodlažní vůz (Bmto^{292})

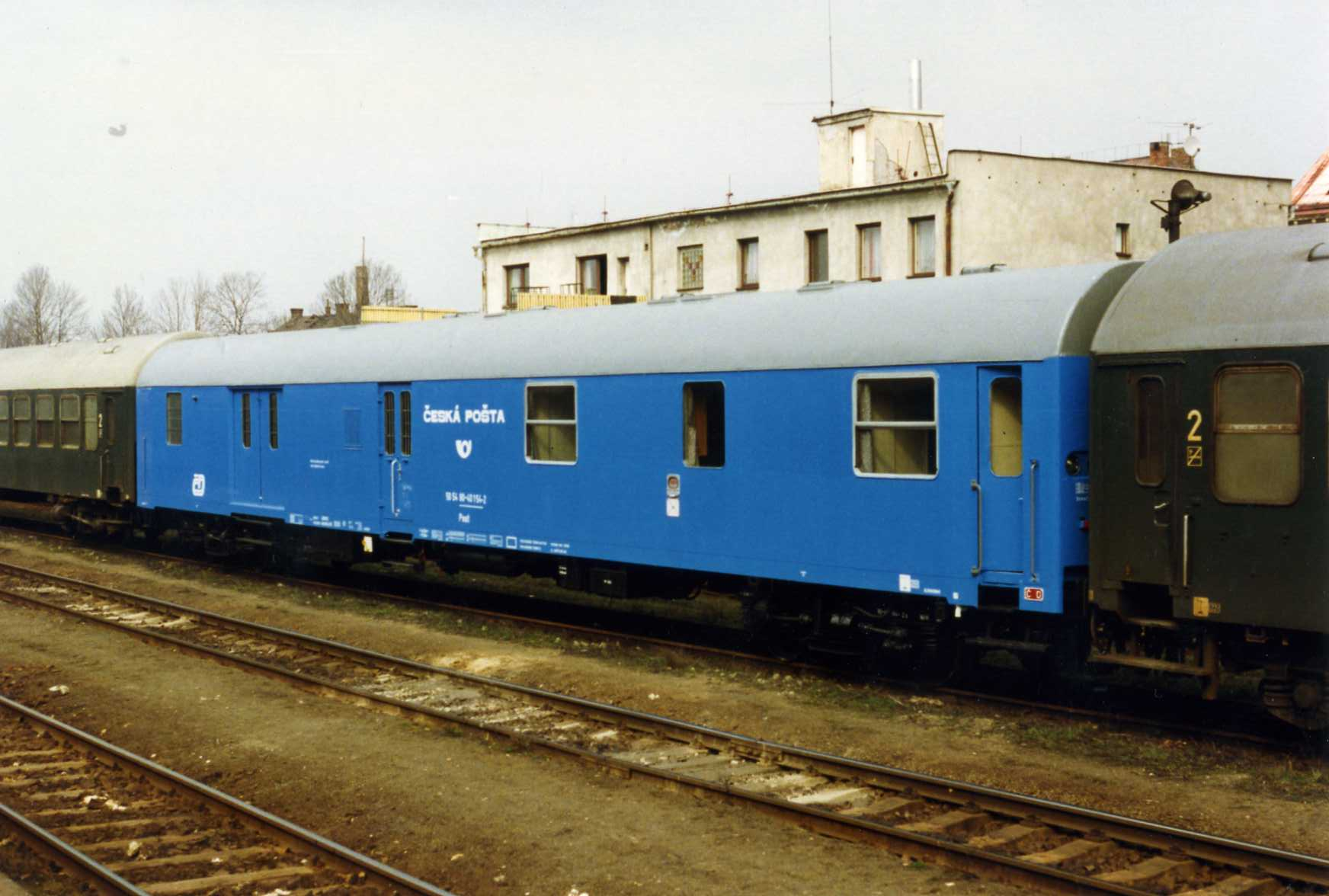
Poštovní vůz

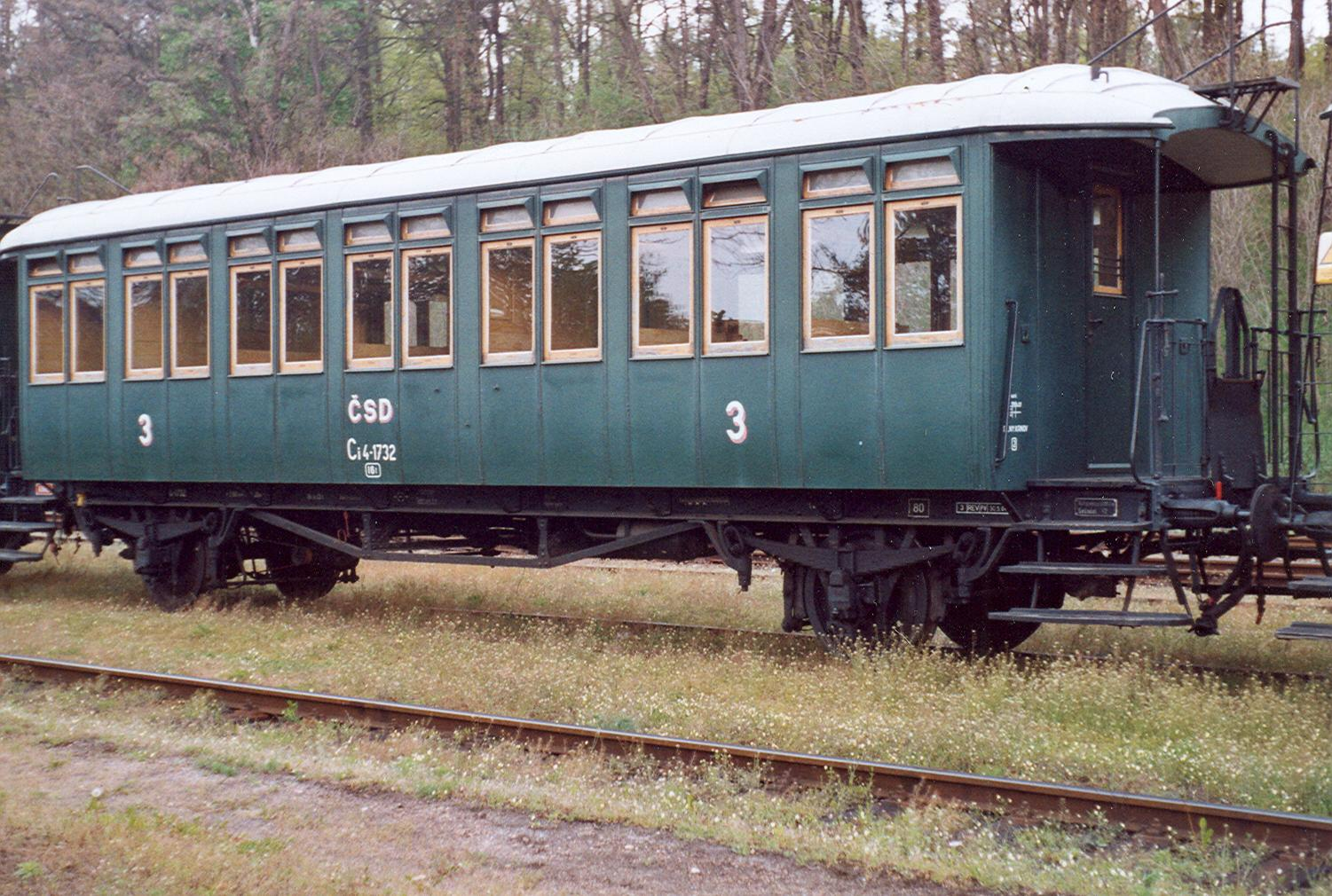
Osobní vůz dvounápravový

Osobní vůz (lidově podle němčiny osobní vagón nebo jen vagón) je železniční vůz, který je zkonstruován pro provoz v osobní dopravě. Pokud neslouží přímo k přepravě osob, má přesto znaky shodné s touto skupinou vozů. Typické znaky většiny současných osobních vozů jsou:
- uzavřená skříň, u vozů pro vysoké rychlosti tlakotěsná,
- samonosná, případně částečně nosná skříň,
- okna,
- vytápění, větrání nebo klimatizace,
- elektrická síť,
- osvětlení interiéru,
- podvozkové uspořádání,
- dvoustupňové vypružení,
- pryžové prvky ve vypružení k zamezení přenosu hluku,
- hydraulické tlumiče,
- bezrozsochové vedení dvojkolí,
- kotoučová brzda.

Osobní vozy samozřejmě prošly vývojem, takže u starších vozů některé z uváděných znaků mohou chybět.

## Dělení osobních vozů
Osobní vozy je možné rozdělit do skupin podle následujících hledisek:

### Podle určení
- Osobní – oddílové, velkoprostorové nebo kombinované
- Lehátkové
- Lůžkové
- Salónní
- Jídelní
- Služební
- Poštovní

Zvláštním typem osobního vozu je řídicí vůz, který je navíc vybaven stanovištěm strojvedoucího pro dálkové ovládání jednoho nebo více hnacích vozidel ve vlaku. Zbývající část vozu pak může být vybavena jako jakýkoliv z výše uvedených typů vozů.
V osobních, lehátkových a lůžkových vozech si cestující mají možnost vybrat vozovou třídu. V počátcích železnic měli možnost výběru ze čtyř tříd, později byla čtvrtá třída zrušena. Třetí třída se udržela až do padesátých let, kdy byla zrušena první třída a zbylé dvě byly posunuty o třídu výše. Toto uspořádání vydrželo až do dnešních dob, i když někteří dopravci opět nabídku tříd rozšiřují. Zvláštní luxus představovaly vozy Pullmanovy. Pullmanovy vozy jezdí na nejluxusnějším vlaku na světě, a to Orient Express.

### Podle provedení podlahy
- Klasické s podlahou v jedné výši
- S podlahou sníženou ve střední části
- Poschoďové

### Podle pevnosti skříně
- Vozy klasické stavby
- Vozy lehké stavby
  - Vozy lehké stavby mají slabší provedení tažného a narážecího ústrojí a jsou opatřeny nápisem: „Vůz smí být zařazen jen na konci vlaku.“

### Podle uspořádání
- Samostatné vozy (Bee246, WRmz815…)
- Trvale spojené vozové jednotky (čtyřdílné patrové jednotky ČSD typu Bpjo, Talgo…)

## Vytápění železničních vozů

### Parní vytápění
Parní vytápění patří k nejstarším typům napájení vozů. Pro vytápění se využívala horká odpadní pára z parních lokomotiv. Pro osvětlení se používaly petrolejové lampy. Problém, který nastal s ústupem parní trakce, byl vyřešen dosazením parogenerátoru na hnací vozidla, která měla s takto vytápěnými vozy jezdit. Příkladem takového vozidla je např. lokomotiva řady 751.

### Elektrické vytápění
Elektrické vytápění přišlo po parním a využívá se dodnes. Vozy ve vlaku jsou vybaveny průběžným vysokonapěťovým kabelem a propojeny elektrickými topnými spojkami označovaným VSET 8. Kabel je z lokomotivy napájen nejčastěji napětím 1 kV, 1,5 kV nebo 3 kV, a to buď stejnosměrném nebo střídavým o frekvencích 50 Hz nebo 16,7 Hz (existuje zde souvislost s napájecí soustavou). Kabel je jednovodičový, elektrický obvod se uzavírá přes kolejnice. V době, kdy lokomotiva brzdí elektrodynamickou brzdou, se i zde využívá odpadní energie. Obecnou nevýhodou je, že všechny vozy v soupravě musí mít osazen průběžný kabel a ten musí být spojen v celé soupravě, nicméně dnes již tato nevýhoda není opodstatněná.

### Nezávislé vytápění
V některých situacích je potřebné vytápění nezávislé na přívodu energie z lokomotivy:
- hlavně u řídicích a přípojných vozů lehké stavby k motorovým vozům, které nejsou uzpůsobeny k dodávce žádné formy energie do vlaku, je používáno naftové vytápění; každý tento vůz má svůj malý naftový elektricky ovládaný zdroj teplého vzduchu; výhodou je nezávislost na topném kabelu (tyto vozy ho v České republice ani nemají a v označení řady je písmeno n), nevýhodou je drahá údržba.
- někdy je nutno počítat s tím, že vůz nebude delší dobu k lokomotivě připojen, proto např. u lůžkových vozů v zemích bývalého Sovětského svazu se setkáváme s teplovodním vytápěním z kotle na tuhé palivo, nezávislé topení mívají také vozy pro vojenskou přepravu i různé typy pracovních vozů odvozených od osobních (např. měřicí vozy).

## Napájení železničních vozů elektřinou
Osobní vozy už od svých počátků potřebují zásobovat energií. Nejdříve bylo potřeba jen topit a svítit, ale v dnešních moderních vozech je mnohem více elektrických spotřebičů – klimatizace, vakuové WC, elektricky ovládané předsuvné dveře, informační systém a v některých vozech jsou pro cestující k dispozici zásuvky 230 V.

### Nápravový generátor
U vozů vybavených nápravovým generátorem se elektřina přiváděná z lokomotivy používá jen pro vytápění (nahradila původně používanou páru). Pro napájení osvětlení je používán právě nápravový generátor, který je mechanicky spojen s dvojkolím a při jízdě vytváří elektrický proud. Za stání je vůz napájen z baterií. Tento postup ve své době umožnil vyhnout se použití elektronických měničů, které by byly bez použití moderních výkonových prvků jako GTO tyristory nebo IGBT tranzistory jen obtížně realizovatelné, ale na druhou stranu nápravový generátor negativně ovlivňoval chování vozu ve vysokých rychlostech. Navíc tímto způsobem není prakticky možné napájet energeticky náročnější spotřebiče, především klimatizaci.

### Centrální zásobování energií
Centrální zásobování energií (též CZE nebo centrální zdroj energie) je nejmodernější způsob napájení vozů elektřinou. Na výše zmíněný elektrický průběžný kabel je připojeno zařízení, transformátor nebo měnič napětí, které transformuje a vyhlazuje přiváděné napětí. Z něj jsou napájeny všechny elektrické spotřebiče ve voze. Toto zařízení bývá nejčastěji umístěno zespodu na skříni vozu, kde je za jízdy přirozeně chlazeno okolním vzduchem. Pro případ, že není k soupravě připojena lokomotiva, má každý vůz vlastní akumulátorovou baterii, která jej ale dokáže napájet jen po limitovanou dobu a ne plným výkonem (obvykle nedostačuje k provozu klimatizačního zařízení).
Takto napájené vozy mají v označení buď písmena ee nebo z.

## Moderní konstrukce
Moderní vozy určené pro dálkovou dopravu (včetně souprav provozovaných na vysokorychlostních tratích (Pendolino, ICE aj.), ale i vozy pro dopravu regionální s klimatizací jsou často vybaveny okny osazenými nedělenými skly, okna tedy nelze otevírat, v některých případech lze okna v horní pětině vyklápět. U vlaků provozovaných vysokými rychlostmi zde kromě zajištění bezproblémového chodu klimatizace přistupuje i aspekt bezpečnosti a ochrany před změnami tlaku (zde i ve spojení s tlakotěsnou skříní). Používána jsou často determální skla.